# 沈钧儒故居
沈钧儒故居位于中国浙江省嘉兴市南湖区建设街道环城南路南帮岸3号，为沈钧儒于1908-1919年在嘉兴的住所，1997年8月至1998年3月落架大修，1998年6月作为纪念馆对外开放，馆名由江泽民题写。2019年10月16日，由中华人民共和国国务院公布为第八批全国重点文物保护单位。
该建筑建于清嘉庆、道光年间，中轴线上依次为头门三间（近年新建，原建筑已毁于抗战初期）、仪门一间、大厅三间、吉门一间和堂楼五间，头门与堂楼为两层，堂楼前另有东西厢房各三间（其中西厢为其书房与石居）。大厅名始言堂，今为立有沈钧儒坐像的瞻仰厅，堂楼为陈列厅，内设其生平史迹展览和遗物陈列。